# Komitet Chemii Analitycznej PAN
Komitet Chemii Analitycznej PAN (KChA PAN) – jeden z komitetów naukowych Polskiej Akademii Nauk (PAN), działający w ramach Wydziału III. Został powołany w roku 1975, m.in. w celu inicjowania, organizowania i koordynowania badań, dotyczących metod analizy chemicznej, i popularyzowania wyników tych badań. Działa – jak inne Komitety PAN – w okresach trzyletnich kadencji (rok 2013 kończy kadencję 2011–2013).

## Historia
W dniu 15 września 1955 powołano w ramach Komitetu Nauk Chemicznych Wydziału III PAN Komisję Analityczną, z sześcioma specjalistycznymi podkomisjami. Inicjatorami utworzenia Komisji byli Wiktor Kemula, Jerzy Minczewski, Marceli Struszyński, Janina Świętosławska, Marian Akst, Stanisław Czubek i Zygmunt Łada. Od 1 stycznia 1966 Komisję podporządkowano bezpośrednio Wydziałowi III PAN, a 25 lutego 1975 przekształcono w Komitet Chemii Analitycznej, należący do Wydziału III. Jego pierwszym przewodniczącym był prof. dr Wiktor Kemula, wiceprzewodniczącym – prof. dr Jerzy Minczewski, a sekretarzem – doc. dr Stanisław Rubel. Komitet liczył 31 członków, pracujących w 4 komisjach metodycznych, 9 komisjach branżowych, 5 podkomisjach i 8 sekcjach. Z Komisją współpracowali przedstawiciele uczelni, przemysłu i innych placówek (ok. 300 osób).
Od roku 1980 przewodniczącymi Komisji byli, kolejno: prof. dr Jerzy Minczewski (do 1992), prof. dr Adam Hulanicki (do 2006) i prof. dr hab. inż. Jacek Namieśnik (do 2019).

## Obszar działalności
Komitet został powołany w celu inicjowania, organizowania i koordynowania badań, dotyczących metod analizy chemicznej, stosowanych we wszystkich obszarach podstawowych nauk chemicznych (tj. chemia nieorganiczna, organiczna, fizyczna, biochemia) oraz w czasie badań stosowanych (np. zastosowania w różnych dziedzinach techniki i gospodarki). Koordynowanie prace, prowadzone w różnych placówkach naukowych związanych z Komitetem, zmierzają do zapewnienia wysokiej jakości wyników analitycznych. Komitet promuje wyniki uzyskane przez polskich specjalistów w dziedzinie chemii analitycznej i reprezentuje to środowisko w organizacjach międzynarodowych
W roku 2012 Komitet organizował lub współorganizował 10 konferencji krajowych i jednej konferencji międzynarodowej – 29th International Symposium on Chromatography (Toruń, 9–13 czerwca 2012; 650 uczestników krajowych, 394 zagranicznych; 81 wystąpień). Spośród konferencji krajowych największą skalę (202 uczestników, 189 wystąpień) miało XXI Ogólnopolskie Sympozjum Bromatologiczne Żywność i Żywienie w XXI wieku – wyzwania i nadzieje, zorganizowane wspólnie z Ogólnopolską Sekcją Bromatologicną PTFarm i Komitetem Nauki o Żywieniu Człowieka.
W ramach innych działań statutowych w roku 2012 m.in. stworzono stronę internetową Komitetu, strony kilku Zespołów, rozpoczęto tworzenie bazy internetowej www. „Polska Chemia Analityczna”, zorganizowano coroczny konkurs „najlepsze doktoraty” (4 laureatów), przyznano dwóm osobom Medal im. Prof. Andrzeja Waksmundzkiego (Jacek Nawrocki i Atilla Felinger).

## Struktura
W skład Komitetu wchodzą zespoły specjalistyczne; w roku 2012 było to 10 Zespołów (w nawiasach – przewodniczący Zespołu):
- Analityki Sądowej i Toksykologicznej (Maria Kała),
- Analityki Żywności (Piotr Szefer),
- Analityki Środowiskowej (Wiesław Wasiak),
- Automatyzacji Metod Analitycznych (Paweł Kościelniak),
- Chemometrii i Metrologii Chemicznej (Andrzej Parczewski),
- Chromatografii i Technik Pokrewnych (Bogusław Buszewski),
- Elektroanalizy (Władysław Kubiak),
- Nauczania Chemii Analitycznej (Marek Biziuk),
- Analizy Spektralnej (Ewa Bulska),
- Analizy Śladowej (Henryk Matusiewicz).

## Członkowie
Na liście członków KChA, pochodzących z wyboru, w roku 2012 znajdowało się 37 osób, w tym 33 pracowników szkół wyższych i 4 przedstawicieli instytutów badawczych (innych niż jednostki PAN). Według informacji, zamieszczonych w internetowej bazie danych OPI (prawdopodobnie wcześniejszych), Komitet liczył 63 członków.

## Wydawnictwa
Aktualne:
- Analityka – nauka i praktyka (kwartalnik)[13],
- Analytical and Bioanalytical Chemistry (ABC, dwutygodnik)[14].

Nieaktualne:
- Chemia Analityczna – Chemical Analysis (dwumiesięcznik ukazujący się od 1956 r., od 1 stycznia 2010 r. wchodzi w skład Analytical and Bioanalytical Chemistry)[15].